# ELEX (Computerspiel)
ELEX ist ein von Piranha Bytes entwickeltes Action-Rollenspiel, angesiedelt in einer postapokalyptischen und von Science-Fantasy-Elementen geprägten Spielwelt, für PlayStation 4, Xbox One und Windows. Der Publisher des Spiels, THQ Nordic, bewirbt die offene Spielwelt als dunkel, kompromisslos, komplex und ausgefallen. Erstmals angekündigt zur Gamescom 2015, wurde das Spiel am 17. Oktober 2017 veröffentlicht. Mit ELEX 2 erschien am 1. März 2022 ein Nachfolger.

## Handlung
160 Jahre vor der eigentlichen Handlung schlug ein Meteorit auf den Planeten Magalan ein. Dieser verursachte weltweit Zerstörung, wodurch nur vergleichsweise wenige Menschen überlebten. Zudem brachte er das unbekannte Element Elex auf den Planeten. Im Laufe dieser 160 Jahre bildeten sich verschiedene Gruppierungen mit unterschiedlichen Ideologien heraus, welche das Elex über unterschiedliche Methoden erforschten und somit unterschiedlichen Nutzen davon erhielten. So konnten sie es als Treibstoff für Science-Fiction-Maschinen wie Mechs nutzen, zu Drogen (Stims) aufbereiten, es direkt konsumieren oder die Eigenschaften umkehren und daraus Mana herstellen. Als Treibstoff verwendeten es hauptsächlich die Kleriker und die Albs, in Form von Stims ausschließlich die Outlaws, als Mana hatten nur die Berserker Zugang und nur die Albs konsumierten Elex in seiner reinen Form. Auch wenn sich die Fraktionen verfeindet gegenüber stehen, treiben sie im geringen Maße Handel mit der neuen zweckmäßigen Währung Elexit.
Der Protagonist, Jax, ist ein aufstrebender Commander der Albs, der ehrfürchtig auch „die Bestie von Xacor“ genannt wird. Als Alb besitzt er durch den reinen Elexkonsum erhöhte logische Denkfähigkeiten und einen gestärkten Körper, verliert hingegen sämtliche Emotionen, solange Elex konsumiert wird. Auf einer Mission in seinem Gleiter wird Jax durch eine Schwachstelle im Schutzschild abgeschossen und stürzt ab. Obwohl er den Absturz überlebt, wird er für sein Versagen bei seiner Mission von seinem Bruder Kallax exekutiert. Was Kallax zu diesem Zeitpunkt nicht bemerkte, Jax überlebte auch diese Exekution. Doch schwer angeschlagen wird der Ex-Alb auch noch von einem Outlaw – Ray – ausgeraubt, inklusive sämtlicher Kampfausrüstung. Alles, was ihm jetzt noch bleibt, ist eine Eisenstange als Waffe und zwei Heiltränke. Erstmals auf einem so langwierigen Elexentzug erfährt Jax Emotionen und erhält damit die Möglichkeit, noch weiter menschlich zu werden oder sich wieder Elex zu suchen, um gefühlskalt und logisch zu handeln.
Der Spieler ist jetzt gezwungen, sich in der Welt zurechtzufinden und sich einer der drei übrigen großen Fraktionen anzuschließen. Alle Menschen, unter anderem diese drei Fraktionen, die ihre Emotionen noch vollständig besitzen, werden freie Menschen genannt. Obwohl sie sich teilweise gegenseitig bekriegen, sind die Albs der Feind aller freien Menschen. Diese haben im ganzen Spielgebiet von Magalan Konverter aufgestellt, die Elex aus allen Lebensformen wie Pflanzen, Mutanten, Menschen usw. extrahieren soll, um es nach Xacor zu befördern. Jax möchte seine alte Stärke als Bestie von Xacor wiedererlangen und sieht die 3 Fraktionen nur als Mittel zum Zweck an, um an gute Ausrüstung zu kommen. Obwohl Jax anfangs nur Rache im Sinn hatte, erfährt er durch das Leben bei den sogenannten freien Menschen mehr über die Albs und deren Anführer, den Hybriden, und er muss sich am Ende für oder gegen diesen stellen. Der Hybrid offenbart im einzigen Gespräch, dass das Elex nur der Vorbote für andere Wesen, genannt die „Wissenden“, darstelle und möchte die Menschheit darauf vorbereiten, indem er sie auf eine höhere Evolutionsstufe mittels des Elex hebt.

## Spielwelt
Die Spielwelt ist ein Teil von Magalan, welcher im Süden und Westen von einem Meer und im Norden und Osten von Gebirgen abgegrenzt wird. Zusätzlich tötet die eisige Kälte im nördlichen Gebirge und Radioaktivität im Westen und Osten den Spieler, sollte er dennoch einen Weg durch die Berge finden. Im Meer wird der Spieler jedoch ein paar Meter zurückteleportiert. Die Welt ist zusammenhängend und kommt vollständig ohne Ladezonen aus, mit schnelleren PCs selbst bei Teleportationen.
Aufgeteilt ist die Spielwelt in 5 Gebiete.
- Edan, welches im Besitz der Berserker ist und durch deren Mana in einen fruchtbaren Wald verwandelt wurde. Einst war hier eine Industriestadt/-viertel angesiedelt, heute sind überwiegend nur Backsteinruinen übrig geblieben.
- Abessa liegt nördlich von Edan und kann als neutrales Gebiet für alle Fraktionen der freien Menschen angesehen werden. Außerdem befinden sich hier die meisten Separatisten, Splittergruppen der Albs. Überwiegend besteht Abessa aus einem mit Gras bewachsenem Hochland. Einst scheinen hier große Teile Natur- und Landwirtschaftsgebiete gewesen zu sein.
- Tavar befindet sich südöstlich von Abessa, es ist ein von den Outlaws besetztes Wüstengebiet. Es gibt Hinweise, dass dieses Gebiet schon vor dem Meteoreinschlag eine Wüste darstellte, die überwiegend für militärische und wissenschaftliche, aber auch für wirtschaftliche Zwecke genutzt wurde.
- Ignadon befindet sich nördlich von Tavar. Es ist eine Vulkan- und Lavalandschaft, geprägt durch zerstörte Industrie- und Wohngegenden. In einer riesigen Felsspalte bauten die Kleriker ihr High-Tech-Lager auf.
- Xacor liegt im Norden von Abessa und im Nordwesten von Ignadon. Die eisige Berglandschaft wurde von den Albs besetzt und besaß früher eine ganz andere Klimazone. Elex besitzt die Eigenschaft, die Umgebung abzukühlen. Da große Mengen Elex dank der dort lebenden Albs den Weg nach Xacor fanden, kühlte sich die ganze Region so stark ab, dass dort ganzjährig eine Winterlandschaft das Bild prägt.

In der Welt sind überall Tiere, Mutanten, Roboter, Banditen und andere feindlich gesinnte Kreaturen anzutreffen. Je nach Art des Gegners ist die Stärke desjenigen festgeschrieben und skaliert z. B. nicht mit dem Level des Spielers mit. Durch die scheinbar wilde Aneinanderhäufung zwischen starken und schwachen Monstern gelangt der Spieler nur schwer zum nächsten sicheren Ort. Selbst die Straßen, die einst in Piranha Bytes Spielen als halbwegs sicher galten, sind es in Elex nicht. Dafür erhält der Spieler ein Jetpack zu Spielbeginn, welches ihm ermöglicht, Wege abseits der Norm zu nehmen, etwa über einen sonst unüberwindbaren Berghang. Doch selbst mit dem Jetpack ist jeder anfängliche Schritt durch die Wildnis gewagt. Die einzige sichere Möglichkeit, zwischen den Lagern hin- und herzureisen, bieten die in der Welt verteilten Teleporter, welche nach einmaliger Aktivierung vom Spieler dauerhaft und kostenfrei über die Karte verwendet werden können. Entgegen der vorherigen Spiele des Entwicklerstudios gibt es in Elex einen Monsterrespawn, damit die Welt nicht irgendwann ausstirbt, wenn der Spieler alle Monster besiegt hat.

## Spielprinzip
Das Open-World-Rollenspiel wird in der Third-Person-Perspektive (frei drehbare Verfolgerkamera) mit Maus und Tastatur oder Gamecontroller gespielt. Es gibt die vier Schwierigkeitsgrade Leicht, Normal, Schwer und Ultra, wobei man nach Spielstart jederzeit den Schwierigkeitsgrad oder Teile davon ändern kann.
Der Spieler muss sich im Spielverlauf einer von drei Fraktionen anschließen, welche unterschiedliche Rüstungen und Fertigkeiten bieten.
Attribute und Fähigkeiten des Spielcharakters können nach Stufenaufstieg durch Attributs- und Lernpunkte erhöht werden. Während die Attribute Stärke, Konstitution, Geschicklichkeit, Intelligenz und Gerissenheit als Zahlenwerte im Menü zu erhöhen sind, muss zum Erlernen von Fähigkeiten ein Lehrer aufgesucht werden. Es sind dabei verschiedenste Fähigkeiten in sieben unterschiedlichen Kategorien vorhanden, die jeweils unterschiedliche Attribute voraussetzen und neben Lernpunkten auch die Währung Elexit kosten.
Kämpferische Auseinandersetzungen im Spiel können im Nah- und Fernkampf bestritten werden. Dem Spieler stehen dabei verschiedenste Waffengattungen, wie Schwerter, Streitäxte, Kettensägenschwerter, Gewehre, Energiewaffen und Bögen zur Verfügung. Im Fernkampf kann der Spieler frei Zielen, wie bei Third-Person-Shootern. Schläge mit Nahkampfwaffen und Ausweichrollen verbrauchen Ausdauer, welche sich anschließend erst wieder regenerieren muss. Mit dem Schild können Angriffe geblockt werden, solange Ausdauer zur Verfügung steht. Das Jetpack lässt sich sowohl im Fernkampf, als auch als Nahkämpfer einsetzen, um Abstand von den Gegnern zu gewinnen. Mit dem Jetpack lässt sich im Nahkampf ein Sturzangriff auf die Gegner ausführen. Damit das Jetpack den Spieler jedoch nicht zu übermächtig werden lässt, steht es auch einigen menschlichen Gegnern zur Verfügung und die meisten Monster haben ebenfalls Möglichkeiten zum Fernkampf, wie etwa das Spucken von Gift. Durch Aneinanderreihen von Nahkampfangriffen lässt sich eine Komboleiste füllen, die einen starken Spezialschlag ermöglicht.

## Entwicklung

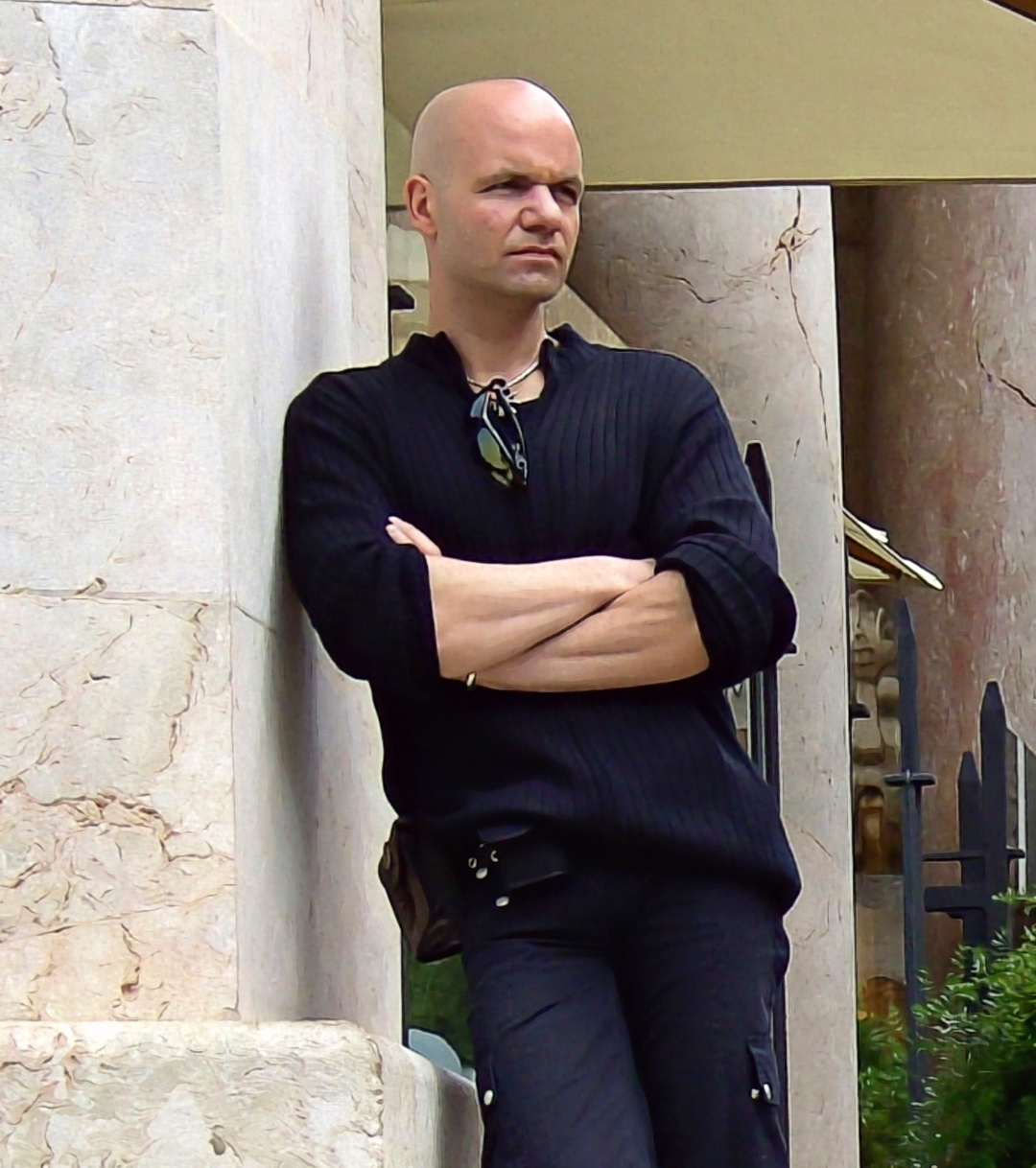
Game Designer Björn Pankratz komponierte auch den Soundtrack des Spiels

### Überblick
Die Entwicklung von ELEX begann Anfang 2014.
Offiziell angekündigt wurde das Spiel am 2. Juli 2015. Bereits einen Tag vorher wurde allerdings die Teaser-Website zum Spiel mit einem Countdown gelauncht.
Als Release-Fenster wurde damals Winter 2016/2017 angegeben. Erste Details zum Spiel wurden auf der Gamescom 2015 verraten.
Nachdem im weiteren Entwicklungsverlauf nur vage von einer Veröffentlichung im Verlauf des Jahres 2017 die Rede war, traf Entwicklerstudio Piranha Bytes Ende 2016 gegenüber dem Spielemagazin GameStar die Aussage, dass das Spiel im Frühjahr 2017 erscheinen solle. Im März 2017 wurde das Spiel allerdings verschoben: Vom dritten Quartal 2017 war nun die Rede.
Eine weitere Verschiebung erfolgte im Sommer, als Publisher THQ Nordic mit dem 17. Oktober 2017 das finale Releasedatum nannte.

### Design-Entscheidungen
Laut Aussage der Entwickler hatte man nach der Entwicklung von sechs Rollenspielen im Fantasy-Setting Lust auf Science-Fiction.

„Wir wollen raus aus dem Korsett. Das meinen wir ernst.“

Die Idee zu Science-Fiction und Postapokalypse hatte man schon lange, so äußerte sich dies laut Game Designer Björn Pankratz bereits anhand geplanter und umgesetzter Easter Eggs in früheren Spielen, wie zum Beispiel einem rostenden Auto. Man wollte dem Spieler allerdings auch kein völlig anderes Spielgefühl vermitteln. Schon vor Jahren habe das Team mit dem Gedanken gespielt, „Elemente aus Fantasy- und Science-Fiction-Settings in einem neuen Spiel-Universum zu vereinen“.
Beim Stoff Elex habe man sich laut Aussage der Entwickler von der Droge Spice aus Frank Herberts Dune-Universum inspirieren lassen, sich zugleich aber auch beim Magischen Erz aus dem ersten Gothic bedient. Als weitere Inspirationsquellen gaben die Entwickler Star Wars und Mad Max an.
Laut Story-Autor Amadeus Weidmann wollte man dem Spieler die Möglichkeit bieten, sich sein Spiel so zu gestalten, wie er es möchte.

„Ob er nun klassische Fantasy-Waffen wie Feuerschwerter oder Bögen bevorzugt oder lieber mit einem Raketenwerfer durch die Welt zieht, ist allein ihm überlassen.“

Beim Schwierigkeitsgrad habe man sich Björn Pankratz zufolge stark an der Gothic-Reihe orientiert. Auch gäbe es Einflüsse von Dark Souls. Das Spiel sollte absichtlich so schwer werden, wie die Gothic-Serie und nicht so zugänglich wie Risen sein. Der Spieler soll nicht an die Hand genommen werden.
Man habe sich außerdem bewusst für ein sehr reduziertes HUD und gegen ein aufdringliches Questmarker-System entschieden, um die Atmosphäre aufrechtzuerhalten.

„Elex soll euch voll atmosphärisch in seinen Bann ziehen und sich nicht jede Sekunde nach Spielmechanik anfühlen. Deshalb arbeiten wir mit einem sehr reduzierten HUD“

Zur Spielwelt gaben die Entwickler an, dass diese 1,5 Mal so groß wie jene von Gothic 3 sein soll, der bis dahin größten Spielwelt in einem Piranha-Bytes-Spiel. Diese Größe sei notwendig um die im Spiel enthaltenen Gebiete mit Wäldern, Wüste, Vulkangebieten und schneebedeckten Bergen samt Übergangszonen realistisch darzustellen. Laut Story- und Quest-Designer Harald Iken war vor allem die Implementierung des Jetpacks eine Herausforderung für die Entwickler. So gibt es dem Spieler die Möglichkeit vor Gegnern davonzufliegen, weshalb man diesen Möglichkeiten zum Fernkampf geben musste. Auch wurde die Flugdauer des Jetpacks begrenzt. Zudem hatte es Auswirkungen auf die Gestaltung der Spielwelt. So gibt Iken an, dass man eine durch ein Kraftfeld geschützte „Kuppelstadt“ in das Spiel integrierte, weil man den Spieler daran hindern wollte, einfach über die Wachen hinweg zu fliegen.

### Technik
Als Spiel-Engine verwendete Piranha Bytes wieder die Genome-Engine, welche das Studio seinerzeit für Gothic 3 entwickelt hatte und seither bei ihren Spielen einsetzte und weiterentwickelte. Eine große Umstellung im Vergleich zum vorherigen Titel Risen 3: Titan Lords war der Wechsel von DirectX 9 auf DirectX 11. Zudem wurden verschiedene neue Techniken und Effekte wie zum Beispiel Tessellation für ELEX implementiert. Da die vorherigen beiden Spiele Risen 2 und 3 auf mehreren kleinen Inseln spielten, während ELEX eine zusammenhängende Welt bietet, musste auch das Streaming der Spielwelt komplett neu geschrieben werden. Die gesamte Spielwelt ist daher nach einmaligem Laden komplett ohne Ladezeiten erkundbar.

### Vertonung
Mit der Erstellung des Soundtracks wurde im Gegensatz zu den beiden vorherigen Titeln des Entwicklers keine externe Firma beauftragt. Stattdessen wurde die Musik des Spiels von Gamedesigner Björn Pankratz persönlich komponiert, der auch das Sounddesign übernahm.
Der Soundtrack umfasst 22 Musikstücke und hat eine Gesamtlänge von 73 Minuten.
| Soundtrack 1. Title – 4:07 2. Crash – 1:18 3. Mutations – 3:06 4. Caja – 3:34 5. Relict – 2:49 6. Nasty – 4:42 7. Hort – 3:08 8. Goliet – 2:40 9. Visions – 2:09 10. Fort – 3:42 11. Ray – 3:53 | 1. Forests – 4:30 2. Evolution – 1:52 3. Converters – 4:11 4. Emotions – 3:12 5. Dead Land – 3:54 6. Highlands – 4:11 7. Bastard – 1:48 8. Elexetors – 1:34 9. Hybrid – 3:50 10. Future – 2:54 11. Ending – 6:00 |

Das Spiel hat ein dynamisches Musiksystem, bei dem je nach Umgebung, Tageszeit und Situation unterschiedliche Musikstücke gespielt werden, die fließend ineinander übergehen. So werden des Nachts eher ruhige Töne angeschlagen, während die Musik im Kampf actiongeladener klingt.
Für die Synchronisation des Hauptcharakters Jax stand der Sprecher Michael Lott vor dem Mikrofon. Wardek, der Vater des Protagonisten, wurde von Bodo Henkel gesprochen, der bereits in früheren Spielen von Piranha Bytes tragende Rollen synchronisierte. Die Sprachaufnahmen fanden bei der m&s Tonstudio GmbH in Offenbach statt. Dafür wurden über vierzig Synchronsprecher für drei Monate gebucht.
| Rolle   | Deutscher Sprecher  |
| ------- | ------------------- |
| Jax     | Michael Lott        |
| Duras   | Achim Barrenstein   |
| Zardom  | Nick Benjamin       |
| Hybrid  | Nick Benjamin       |
| Kallax  | Thomas Dehler       |
| Wardek  | Bodo Henkel         |
| Caja    | Andrea Dewell       |
| Falk    | Heiko Grauel        |
| Thorald | Christian Jungwirth |
| Ray     | Christian Kippelt   |
| Crony   | Linus Kraus         |
| Nasty   | Rita Ringheanu      |
| Arx     | Peter Wenke         |
| Sestak  | Richard van Weyden  |

Weitere Sprecher: Renier Baaken, Hans Bayer, Katalyn Bohn, Matthias Braun, Tobias Brecklinghaus, Peter Dischkow, Frank Felicetti, Kirstin Hesse, Helge Heynold, Nico Holonics, Milena Karas, Gilles Karolyi, Hans-Jörg Karrenbrock, Michael Krogmann, Hanns Krumpholz, Dina Kürten, Sandra Lühr, Michael Lucke, Stefan Müller-Ruppert, Marco Reinbold, Michael Reinke, Marco Schmidt, Marc Oliver Schulze, Lara Trautmann, Wolff von Lindenau, Helmut Winkelmann, Andrea Wolf, Oliver Wronka und Guido Zimmermann

## Parallelen zu vorherigen Spielen
Das Spiel besitzt einige Parallelen zu den Universen von Gothic und Risen, die ebenfalls von Piranha Bytes entwickelt wurden. Viele der alten Synchronsprecher übernehmen auch in  ELEX die Vertonung der Dialoge. Jax’ Vater Wardek hat beispielsweise den gleichen Synchronsprecher wie Xardas, der Mentor des namenlosen Helden in Gothic: Bodo Henkel. Jack der Leuchtturmwärter fand inklusive des Leuchtturms einen Weg ins Spiel. Er gilt seit Gothic 2 als wiederkehrendes Easter Egg in Spielen von Piranha Bytes. Monster und Pflanzen haben ebenfalls eine gewisse Ähnlichkeit mit denen aus der alten Spielereihe: Die im Spiel vorkommenden Beißer ähneln den Scavengern, und die Fleischgrillen haben Parallelen zu Minecrawlern aus dem Gothic-Universum und Panzergrillen aus Risen. Viele Pflanzen sind sogar gleichnamig, wie die Manapflanze oder das seltene Kronstöckel. Ähnlich wie im ersten Gothic gibt es keine Geldwährung, es wird ausschließlich mit Material (Elexit) gehandelt.
In der Spielwelt sind zudem verschiedene Easter Eggs des Entwicklerteams auffindbar.

## Verkaufsversionen
Neben der Standardausgabe wurde das Spiel für PC, Xbox One und PlayStation 4 auch in einer Sammleredition angeboten.
Zusätzlich zum Spiel enthält die Collector's Edition folgende Gegenstände:
- 25 cm große Alb-Figur
- Soundtrack-CD
- Stoffkarte der Spielwelt
- 63-seitiges Artbook
- Amulett
- Making-of-DVD

Es wurden keine exklusiven Ingame-Inhalte veröffentlicht.
Außerdem wurden auf den Vertriebsplattformen Steam und GOG.com digitale Extras zum Kauf angeboten.
Diese beinhalten den Soundtrack aus 22 Stücken, das 30-minütige Making-of-Video und das Artbook mit 50 Bildern zum Download.

## Rezeption

### Rezensionen
Sowohl Dimitry Halley von GameStar und GamePro, als auch Eike Cramer von 4Players sind sich in ihrem Fazit einig, dass es sich bei Elex um das beste Spiel des Entwicklerstudios Piranha Bytes seit Gothic II handelt.
Die Gameswelt lobt das Grundkonzept, kritisiert allerdings Kampfsystem und Charakterindividualisierung.
Das Magazin PC Games hebt die toll gestalte Spielwelt positiv hervor. Das Kampfsystem erinnere dank Ausdauerbalken an Dark Souls, steuere sich aber nicht ganz so elegant.

„Elex entfaltet nach ein paar Stunden eine irre Sogwirkung – wenn man es bis dahin nicht deinstalliert hat.“

Laut dem Tester der Computer Bild Spiele punktet das „XXL-Rollenspiel trotz Macken mit toller Spielwelt und spielerischen Freiheiten“. Gelobt werden der gelungene Mix aus Fantasy und Science-Fiction und der große Umfang mit vielen Freiheiten. Die Spielwelt sei atmosphärisch und der Sound stimmungsvoll, die Texturen aber zum Teil veraltet und der Spielbeginn teils frustrierend.

„Ein Rollenspiel, in das man gerne stundenlang versinkt!“

In einer Kolumne auf Buffed wird Elex als „ungeschliffener Rohdiamanten“ betitelt. Die Autorin verteidigt den von vielen Spielern als vermeintlich unfair angesehenen Spieleinstieg.
Dem Test von Bild.de zufolge sorgt das Jetpack für eine neue Dimension bei Kampf und Erkundung. Piranha Bytes liefere „ein großartiges Rollenspiel ab, das mit seiner Welt und seinen Fraktionen eine Mischung aus Sci-Fi, Fantasy und Postapokalypse hinbekommt.“
Spiegel Online hebt die Spielwelt als großes Highlight des Spiels hervor.
Der Standard zieht vor allem den Vergleich zu früheren Spielen des Entwicklerstudios und spricht gar von einem Gothic 7.

„Es sieht aus wie das Ergebnis einer amourösen Begegnung von "Gothic" und "Fallout". Während künstlerisch und erzählerisch beide Elternteile durchschlagen, kommt das Kind allerdings sonst ganz nach seiner deutschen Mama.“

Die Hannoversche Allgemeine Zeitung nennt ELEX eine „Wundertüte voller Abenteuer“. Das Spiel, dessen Welt sich zwischen Mad Max und Fantasy-Tavernen einordne, sei keine makellose Produktion, aber ein erfrischend anderes Spiel.

### Auszeichnungen
- ELEX wurde vor Erscheinen 2017 als Most Wanted PC beim Publikumspreis BÄM! Computec Games Award 2017 der Computec Media GmbH ausgezeichnet.[59]
- Das Spiel wurde 2018 mit dem Publikumspreis des Deutschen Computerspielpreises ausgezeichnet.[60]

### Verkaufszahlen
Im ersten halben Jahr nach Veröffentlichung verkauften sich auf allen Plattformen zusammengerechnet mehr als 100.000 Exemplare von ELEX. Das Spiel erhielt dadurch im März 2018 den game Sales Award des Verbands game in Gold.
Dem ZDF zufolge habe sich das Spiel bis April 2018 allein auf Steam mehr als 100.000 Mal verkauft.
Laut GamesWirtschaft.de sei das Spiel außergewöhnlich gut angekommen und das einzige Spiel aus Deutschland, welches 2017 hierzulande sechsstellige Verkaufszahlen erreichte.
Gemäß einem unbeabsichtigten Leak durch einen Fehler in Valves Steam-API hatten 254.457 Spieler am 1. Juli 2018 das Spiel auf ihrem Steam-Account. Diese Zahl spiegelt allerdings nicht die Gesamtzahl der Verkäufe wider, da das Spiel auch auf GOG.com und für Konsolen veröffentlicht wurde.

## Nachfolger
Obwohl bereits im Jahr 2017 Fördergelder der Europäischen Union in Höhe von 150.000 € im Rahmen des Förderprogramms Creative Europe MEDIA für ELEX 2 vergeben wurden, gab es über Jahre keine offizielle Bestätigung.
Erst am 15. Juni 2021 wurde ELEX 2 im Rahmen der Electronic Entertainment Expo offiziell angekündigt und schließlich am 1. März 2022 veröffentlicht.

## Trivia
Das Spiel enthält Cameo-Auftritte der Rocket-Beans-Mitarbeiter und Game-Two-Redakteure Michael Reinke und Michael Krogmann, welche ein Let’s Play zu Gothic 2 gemacht hatten, und der Game-Two-Moderatorin und Synchronsprecherin Lara Trautmann.